# Портокалов сок
Портокаловият сок е напитка, направена от сока на портокали, или чрез изстискване на пресни плодове или от концентрат чрез добавяне на вода. С изключение на прясно изстискания, всички други видове се произвеждат в промишлени условия и по този начин имат по-голям срок на годност. Портокаловият сок, направен от пресни плодове има значително по-кратък срок на годност, но за сметка на това е много по-полезен. Цветът му е от жълт до оранжев и със сравнително голяма гъстота.
В портокаловия сок се съдържа витамин С, калий и фолиева киселина и се счита, че има благотворно влияние върху здравето на човека.